# Јонски устанак
Јонски устанак (499. п. н. е. − 494. п. н. е.), изазван је акцијама Аристагоре, владара Милета. То је био први већи сукоб Грка и Персијанаца. Тиме су почели Грчко-персијски ратови.

## Побуна на Наксосу
На егејском острву Наксос, који је био под персијском влашћу, народ се побунио 502. п. н. е. Бивши властодршци Наксоса позивају у помоћ Аристагору, владара Јонског града Милета. Аристагора пристаје, надајући се да ће острво Наксос анектирати он сам. Да би покренуо експедицију против Наксоса Аристагора тражи помоћ од Артаферна, сатрапа Лидије и брата Дарија Великог.
Аристагора притом сатрапу обећава територије и нека острва за узврат, што је могао испунити само ако би експедиција била успешна.
Сатрап је пристао да помогне, дајући Аристагори флоту бродова под командом персијског адмирала Мегабата. 
Док су се припремали за напад на Наксос Аристагора вређа адмирала Мегабата, па овај тајно јавља устаницима да ће бити инвазија. Кад је флота напала Наксос, дочекана је са неочекивано великим отпором. Тако 499. п. н. е. након 4 месеца борби Аристагора и Персијанци се повлаче.

## Јонска побуна
Због неуспеха експедиције, Аристагора није могао испунити обећање дато сатрапу. Нашао се у тешком положају. У безнађу, да би се спасао, одлучује да побуни јонске Грке против Персијанаца.
Аристагора сазива савет угледних људи Милета 499. п. н. е. и излаже им план побуне. Сви су се сложили са побуном, а Аристагора се одриче власти у Милету, па град усваја демократски облик власти.
Побуна се брзо ширила и захватила је целу јонску област и Грци су се брзо ослободили Персијске власти. Међутим очекивали су неминован војни одговор Персије. Аристагора одлази у Хеладу и поново користи старе трикове обећавања новца кога нема. Најпре се обратио Спарти као најмоћнијем полису. Позвао је Спартанце да освоје Азију и персијску престоницу Сузу, где их је у царским ризницама чекало богатство достојно бога Зевса. Али Спартанци нису пристали. Добио је подршку Атине и Еретрије.

## Напад на Сард
Атињани су довезли атинске трупе до Ефеса. Заједно са Јоњанима су кренули на сатрапов главни град Сард. Сатрап Артаферн је био изненађен, јер је таман послао трупе да опколе Милет.
Грци су заузели Сард, а сатрап се повукао у тврђаву. Грци су попљачкали и попалили град, тако да је Сард запаљен до темеља.
Говорило се, да се Дарије Велики на те вести о запаљеном Сарду заклео да ће се осветити Атињанима и да га слуга подсећа 3 пута дневно на ту обавезу.
Након почетних успеха, грчке трупе су почеле повлачење у Ефес, кад се појавило персијско појачање. Али Персијске трупе су их ухватиле у заседи и страховито потукли. Преостали Атињани су се повукли на бродове и вратили у Грчку.

## Побуна се шири
Након спаљивања Сарда, јонски устанак се проширио на грчке градове Кипра, а на северу на градове на обалама Хелеспонта и Пропонтиде.

## Крај побуне
Иако су грчки градови-државе стекли независност, они се још увек нису могли супротставити Персијском царству. Побуна је убрзо скршена и на Кипру, а остали градови су опкољени.
Аристагора је напустио побуну и отишао у Тракију.
До шесте године побуне (494. п. н. е.) сатрап Артаферн је већ заузео неколико побуњених градова-држава, и кренуо је да опседа Милет. Одлучујућа битка одиграла се 494. п. н. е. код острва Ладе на улазу у милетску луку. Иако мања грчка флота је одолевала и добијала битку, а онда су се бродови са Самоса и Лезбоса повукли. Изненадна издаја је преокренула ток битке, тако да је преостала грчка флота потпуно уништена. Милет је освојен и спаљен.